# Rajon Brahin
Der Rajon Brahin (belarussisch Брагінскі раён Brahinski rajon; russisch Брагинский район Braginski rajon) ist eine Verwaltungseinheit in der Homelskaja Woblasz in Belarus mit dem administrativen Zentrum in der Siedlung städtischen Typs Brahin. Der Rajon hat eine Fläche von 1960,46 km² und umfasst 83 ländliche Siedlungen und städtische Siedlungen Brahin und Kamaryn.

## Geographie
Der Rajon Brahin liegt im südöstlichen Teil der Homelskaja Woblasz. Im Osten des Rajon bildet der Dnepr die Staatsgrenze zur Ukraine. Im Südwesten des zur Gemeinde Kamaryn zählenden Dorfes Nischnija Schary befindet sich an der ukrainischen Grenze auf 51°15'45" nördliche Breite und 30°32'22" östlicher Länge ⊙ der südlichste Punkt von Belarus.

### Nachbarrajone
Die Nachbarrajone sind im Nordosten Lojeu in der Homelskaja Woblasz, im Osten Ripky, Südosten Tschernihiw und im Westen Iwankiw in der Ukraine und im Nordwesten Chojniki in der Homelskaja Woblasz.

## Administrative Gliederung
| Dorfsowjets 1. Burkouski 2. Kamarynski, Passawet 3. Malazhynski 4. Malejkauski 5. Nowajaltschanski 6. Tschamjaryski 7. Wuglouski | Siedlungen städtischen Typs 1. Brahin 2. Kamaryn |